# Firewind
Firewind - це грецька павер-метал група. Створена 1998 року, зараз асоційована з брендом Century Media Records і спочатку була невеличким проектом, створеним гітаристом Gus G. щоб показати демо-запис, Nocturnal Symphony, у 1998. Через три троки Firewind став повноцінною групою, коли записав дебютний альбом, Between Heaven and Hell. Станом на сьогодні група випустила сім студійних альбомів що отримали міжнародне визнання.

## Історія

### Рання історія
Група з'явилась у 1998 році, коли молодий грецьки гітарист Gus G. вирішив з друзями-музикантами записати демо-запис на чотирьох-лінійному записувачі в Сполучених Штатах, коли Gus «відвідав ненадовго Музичний коледж Берклі у Бостоні». Проект назвали Firewind, і він використовувався для демонстрації вміння гри на гітарі Gus з метою підписання угоди з професійними музичними лейблами. Демо привернуло увагу Leviathan Records, однак уся активність в цьому напрямку призупинилась, коли Gus був найнятий Nightrage, Dream Evil, і Mystic Prophecy.

### Between Heaven and Hell
Після релізу дебютного альбому своєї іншої групи, увага Gus'а повернулась до проекту Firewind. Він єдиний залишився з оригінального складу, тоді як власник Leviathan Records, David T. Chastain запросив вокаліста Stephen Fredrick і барабанщика Brian Harris (обидва — колишні члени Kenziner), а Gus домовився про допомогу з басистом Konstantine. Цим складом був записаний дебютний альбом Between Heaven and Hell.

### Burning Earth
В 2003 році сталися нові зміни, коли барабанщик Stian Kristoffersen і басист Petros Christo приєднались до гурту. Harris і Konstantine були замінені, оскільки Gus шукав більш сталу ритмічну групу яка була б готова до туру. Цей склад записав Burning Earth і вирушив у тур до Японії разом з Rob Rock, але без вокаліста Fredrick. У їхньому шоу в ProgPower USA у жовтні 2007, група ненадовго об'єдналась з Fredrick заради виконання кількох пісень з перших двох альбомів.

### Forged by Fire
Заміна Fredrick в турі Burning the Earth, співак Chitral «Chity» Somapala, отримав повну зайнятість у групі. Також на постійній основі був найнятий клавішник Bob Katsionis. Firewind підписав міжнародну угоду з Century Media в кінці року.
Через кілька місяців після релізу Forged By Fire, Chitral покинув гурт через персональні і музичні нестиковки з рештою групи. Коли його заміна, Apollo Papathanasio (з Time Requiem), приєднався до гурту, було оголошено, що Kristoffersen теж полишає гурт і буде замінений британським барабанщиком Mark Cross. Причиною було те, що Gus хотів сформувати групу музикантів-греків і зробити Firewind пріоритетом номер один (мабуть, щоб покінчити з постійною зміною членів групи). Gus також припинив свою участь у Dream Evil, Mystic Prophecy і Nightrage.

### AllegianceтаThe Premonition
Між 2004 і 2006, група записала альбом Allegiance, що був випущений в липні 2006. З листопада по грудень 2006, вони подорожували туром по Великій Британії в ролі підтримки DragonForce з групою All That Remains. Firewind закінчив світовий тур 2006/2007 у Копенгагені на фестивалі Scandinavian Prog Power 10 листопада. Група об'їхала земну кулю майже двічі, відвідавши три континенти і зігравши близько 100 концертів. У Швеції  був записаний альбом The Premonition, котрий був випущений у 2008 році.

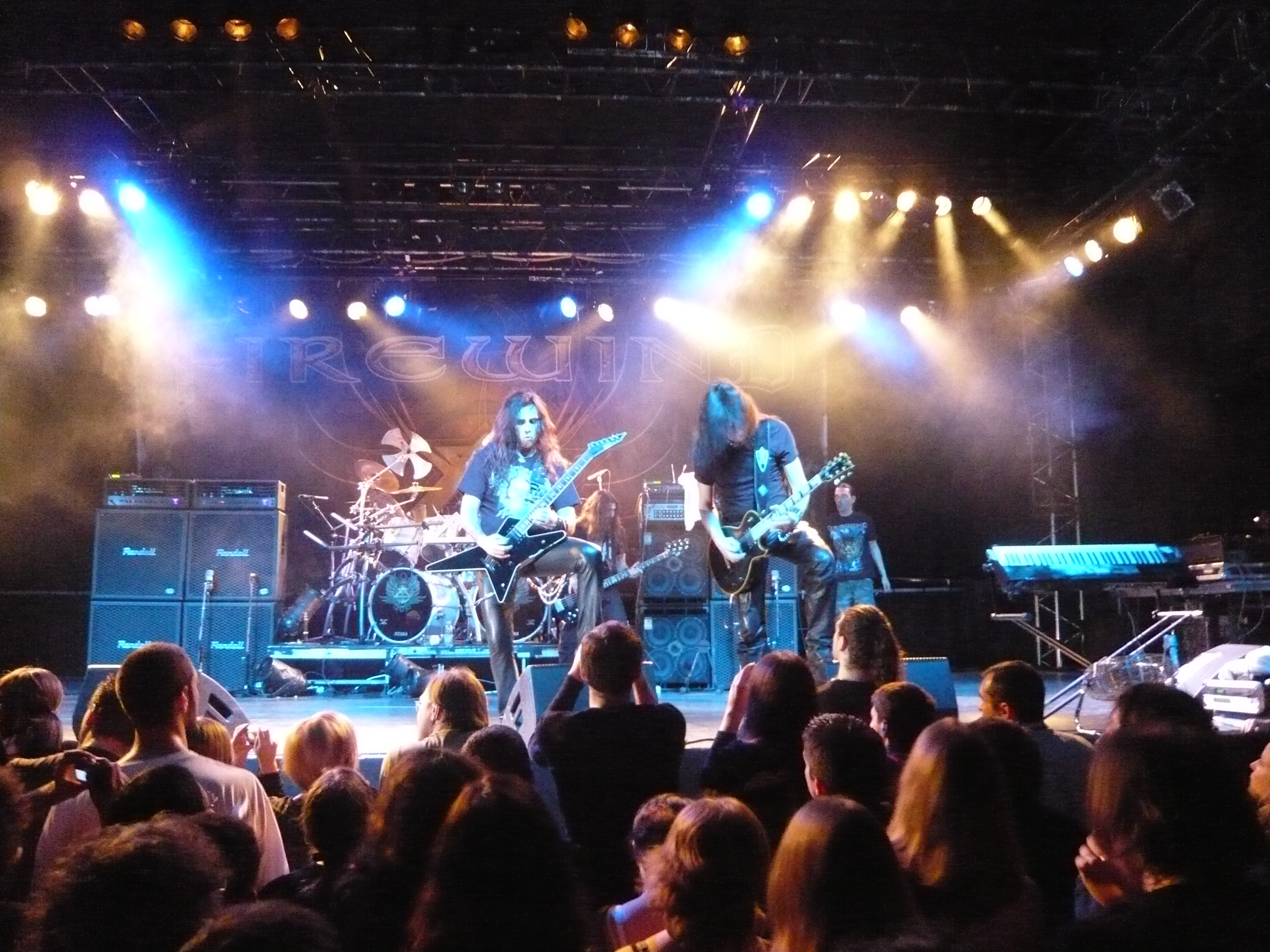
Firewind наживо у Франції в 2008.

В листопаді 2008 року група випустила свій перший DVD, Live Premonition, що містив повний запис концерту в їхньому рідному містечку в Греції 12 січня того ж року. Група брала участь в турі з Stratovarius у Великій Британії в травні 2009. Під час туру вони додали дві нові пісні до свого списку: «Losing Faith» і «Days of No Trust». «Losing Faith», що містить у приспіві рядок «in the days of no trust», врешті з'явилася у Days of Defiance, 2009. В 2010 Firewind з'явився в третому номері коміксів Eternal Descent. Історія була навіяна текстом пісні  'Angels Forgive Me' з альбому 'The Premonition'

### Days of Defiance
Вкінці 2009, Firewind почав роботу над шостим студійним альбомом, група підтвердила, що вони написали дванадцять вокальних і дві інструментальні композиції.
13 січня 2010 року Firewind оголосив про те, що барабанщик Mark Cross залишає групу і що його замінить Michael Ehré (Uli Jon Roth, Metalium, Kee Marcello) на концертах в Мехіко. Однак ці шоу були відмінені. 7 травня група записала кавер на пісню Judas Priest «Breaking the Law» для збірника журналу Metal Hammer. 26 травня Firewind анонсує назву нового альбому Days of Defiance і підтверджує, що Michael Ehré став повноцінним членом колективу, хоча Mark Cross і записав усі партії ударних для альбому.
6 серпня 2010 вони підтвердили жовтневу дату релізу їхнього шостого студійного альбому Days of Defiance і серпневу дату релізу першого синглу з альбому: «World on Fire». На вихідних 20–22 серпня, Gus G запрошений на радіо-шоу Full Metal Jackie, де вперше прозвучала друга пісня з альбому, названа «Embrace the Sun».
Майже через рік після релізу Days of Defiance, Firewind їде у європейський тур з Mats Levén як заміною Apollo, що не зміг приєднатись до групи у Європі, а також у тур по США. Gus каже в інтерв'ю, що Firewind також може поїхати в турне Південною Америкою (цього так і не сталося)  після північноамериканського туру, а потім почати студійний запис нового альбому. Michael Ehré також залишив Firewind і Johan Nunez з Nightrage замінив його в турах і зараз є членом гурту.

### Few Against Manyі 10 річниця
Johan Nunez приєднався до запису сьомого студійного альбому як барабанщик у Valve Studio в Греції.
Firewind, як хедлайнери шоу в Греції, представив дві нові пісні, «Wall Of Sound» і «Losing My Mind» з їхнього сьомого альбому. Група підтвердила свою участь у фестивалях Summer Breeze Festival і Masters Of Rock. На початку 2012 Firewind і Century Media оголосили про повторне підписання договору з лейблом і про випуск новго альбому «Few Against Many» 21 травня у Європі і 22 травня в Північній Америці. А також про те, що другий альбом Firewind буде перевипущений в Японії з двома бонусними треками у лютому 2012. Група також підтвердила свою участь у Download Festival в червні 2012.
5 вересня 2012 Firewind випустив музичний кліп названий «Edge of a Dream» за участю Apocalyptica на основі контенту за альбому Few Against Many випущеного Century Media Records в тому ж році. Пізніше, у вересні  2012, Firewind анонсував, що дасть у грудні чотири живі концерти у Греції, присвячені річниці (якщо рахувати від релізу Between Heaven and Hell), щоб відсвяткувати 10-річчя свого існування. Концерти відбулися 15 та 16 грудня у Салоніках, а 20 та 21 грудня — в Афінах. Група виконувала різні репертуари кожної ночі у кожному місті. Самі живі виступи, як часто анонсувала група, були записані на CD в 2013. 15 січня 2013 Firewind оголосив вихід вокаліста Apollo Papathanasio з групи через складний графік гастролей і рекламних виступів.
15 січня  2013 група оголосила, що Apollo Papathenasio буде замінений Kelly Sundown Carpenter (Adagio, Beyond Twilight, Outworld, Darkology) як вокаліст для їхнього північноамериканського туру 2013 року. Під час інтерв'ю в червні 2013 для Blackdiamond з Metal Shock Finland, Gus сказав про Kelly як про фантастичного співака і про те, що вони не мають наміру записувати новий альбом.

### Immortals
В липні 2016 Firewind почала записувати новий студійний альбом. В листопаді 2016 було анонсовано, що запис альбому закінчено і він буде називатись Immortals і буде випущений 20 січня 2017. 25 листопада група випустила перший сингл з цього альбому, названий 'Hands Of Time'.

## Учасники гурту

### Поточні
- Henning Basse — головний вокаліст (2007, 2015–дотепер)
- Gus G. — соло-гітарист, бек-вокал (1998–дотепер)
- Petros Christodoulidis — бас-гітара, бек-вокал (2003–дотепер)
- Bob Katsionis — клавішні, ритм-гітара, бек-вокал (2004–дотепер)
- Johan Nunez — ударні (2011–дотепер)

### Учасники під час турів

#### Головний вокаліст
- Kelly Sundown Carpenter — головний вокаліст (2013—2015)
- Mats Levén — головний вокаліст (2011)

### Колишні учасники

#### Головний вокаліст
- Apollo Papathanasio (2006—2013)
- Chitral Somapala (2004—2006)
- Stephen Fredrick (2002—2004)
- Brandon Pender (1998)

#### Бас-гітара
- Konstantine (2002—2003)

#### Ударні
- Matt Scurfield (1998)
- Brian Harris (2002—2003)
- Stian Landis Kristoffersen (2003—2006)
- Mark Cross (2006—2010)
- Michael Ehré (2010—2011)

#### Історія звукозаписів
| Роль                 | Альбом                         | Альбом                     | Альбом                     | Альбом                 | Альбом                 | Альбом                  | Альбом                  | Альбом | Альбом | Альбом |
| Роль                 | Between Heaven and Hell (2002) | Burning Earth (2003)       | Forged by Fire (2005)      | Allegiance (2006)      | The Premonition (2008) | Days of Defiance (2010) | Few Against Many (2012) |        |        |        |
| -------------------- | ------------------------------ | -------------------------- | -------------------------- | ---------------------- | ---------------------- | ----------------------- | ----------------------- | ------ | ------ | ------ |
| Соло-гітара          | Gus G.                         | Gus G.                     | Gus G.                     | Gus G.                 | Gus G.                 | Gus G.                  | Gus G.                  | Gus G. | Gus G. | Gus G. |
| Вокал                | Stephen Fredrick               | Stephen Fredrick           | Chitral Somapala           | Apollo Papathanasio    | Apollo Papathanasio    | Apollo Papathanasio     | Apollo Papathanasio     |        |        |        |
| Бас-гітара           | Konstantine                    | Petros Christodoulidis     | Petros Christodoulidis     | Petros Christodoulidis | Petros Christodoulidis | Petros Christodoulidis  | Petros Christodoulidis  |        |        |        |
| Ударні               | Brian Harris                   | Stian Lindas Kristoffersen | Stian Lindas Kristoffersen | Mark Cross             | Mark Cross             | Michael Ehré            | Johan Nunez             |        |        |        |
| Клавішнв/Ритм-гітара | Gus G.                         | Gus G.                     | Bob Katsionis              | Bob Katsionis          | Bob Katsionis          | Bob Katsionis           | Bob Katsionis           |        |        |        |

## Дискографія
Демо-альбом
- Nocturnal Symphony (1998)

Студійні альбоми
- Between Heaven and Hell (2002)
- Burning Earth (2003)
- Forged by Fire (2005)
- Allegiance (2006)
- The Premonition (2008)
- Days of Defiance (2010)
- Few Against Many (2012)
- Immortals (2017)
- Firewind (2020)

«Живі» альбоми
- Live Premonition (2008)
- Apotheosis — Live 2012 (2013)[15]

Збірники
- Melody and Power(2002)
- Century Media Records: Covering 20 Years of Extreme (2008)

Сингли
- «Falling to Pieces» (2006)
- «Breaking the Silence» (2007)
- «Mercenary Man» (2008)
- «World on Fire» (2010)
- «Embrace the Sun» (2011)
- «Wall of Sound» (2012)

Музичні відео
- «I am the Anger» (2003)
- «The Fire and the Fury» (2004)
- «Tyranny» (2005)
- «Falling to Pieces» (2006)
- «Breaking the Silence» (2007)
- «Mercenary Man» (2008)
- «Head Up High» (2008)
- «World on Fire» (2010)
- «Embrace the Sun» (2011)
- «Wall of Sound» (2012)
- «Edge of a Dream (feat. Apocalyptica)» (2012)

DVD
- «Live Premonition» (2008)